# 新家 (名古屋市)
新家（にいえ）は、愛知県名古屋市中川区にある町名。現行行政地名は新家一丁目から新家三丁目。住居表示未実施。

## 地理
名古屋市中川区の北西部に位置し、東に千音寺と北に赤星、南と西はあま市七宝町伊福に接する。

### 河川
- 福田川

## 歴史
海東郡新家村を前身とする。『尾張国地名考』によると、正しくは「新江」であるところ「新家」と書き誤られることが多かったとしている。

### 沿革
- 1889年（明治22年）10月1日 - 町村制施行に伴い、海東郡赤星村大字新家となる[1]。
- 1906年（明治39年）7月1日 - 合併に伴い、富田村大字新家となる[1]。
- 1913年（大正2年）7月1日 - 海東郡と海西郡が合併し、海部郡所属となる[2]。
- 1944年（昭和19年）2月11日 - 町制施行に伴い、富田町大字新家となる[1]。
- 1955年（昭和30年）10月1日 - 名古屋市中川区へ編入し、同区富田町大字新家となる[1]。
- 1992年（平成4年）3月16日 - 新家特定土地区画整理組合設立認可。
- 2005年（平成17年）9月17日 - 富田町大字新家の全域および大字千音寺の一部より、新家一〜三丁目が成立[WEB 5]（前日に換地処分）。
  - 一丁目 - 富田町大字新家（字上江向・郷・下江向・下並・神田・永割・西囲の各一部および字東囲・深坪・横枕の全域）の一部
  - 二丁目 - 富田町大字新家（字上江向・下江向・下並・永割・横枕の各一部）の一部
  - 三丁目 - 富田町大字新家（字郷・下並・神田・西囲の各一部）・大字千音寺（字川原田）の各一部

## 世帯数と人口
2019年（平成31年）2月1日現在の世帯数と人口は以下の通りである。
| 丁目       | 世帯数    | 人口    |
| ---------- | --------- | ------- |
| 新家一丁目 | 659世帯   | 1,541人 |
| 新家二丁目 | 224世帯   | 620人   |
| 新家三丁目 | 435世帯   | 1,096人 |
| 計         | 1,318世帯 | 3,257人 |

### 人口の変遷
国勢調査による人口の推移
| 2005年（平成17年） | 3,053人 | [ WEB 6 ] |  |
| 2010年（平成22年） | 3,290人 | [ WEB 7 ] |  |
| 2015年（平成27年） | 3,383人 | [ WEB 8 ] |  |
| 2020年（令和2年）  | 3,071人 | [ 3 ]     |  |

## 学区
市立小・中学校に通う場合、学校等は以下の通りとなる。また、公立高等学校に通う場合、学区は以下の通りとなる。なお、小学校は学校選択制度を導入しておらず、番毎で各学校に指定されている。
| 丁目       | 小学校                                      | 中学校                 | 高等学校 |
| ---------- | ------------------------------------------- | ---------------------- | -------- |
| 新家一丁目 | 名古屋市立赤星小学校                        | 名古屋市立はとり中学校 | 尾張学区 |
| 新家二丁目 | 名古屋市立赤星小学校 名古屋市立千音寺小学校 | 名古屋市立はとり中学校 | 尾張学区 |
| 新家三丁目 | 名古屋市立赤星小学校                        | 名古屋市立はとり中学校 | 尾張学区 |

## 交通
- 愛知県道40号名古屋蟹江弥富線
- 愛知県道115号津島七宝名古屋線
- 東名阪自動車道 名古屋西IC

## 施設

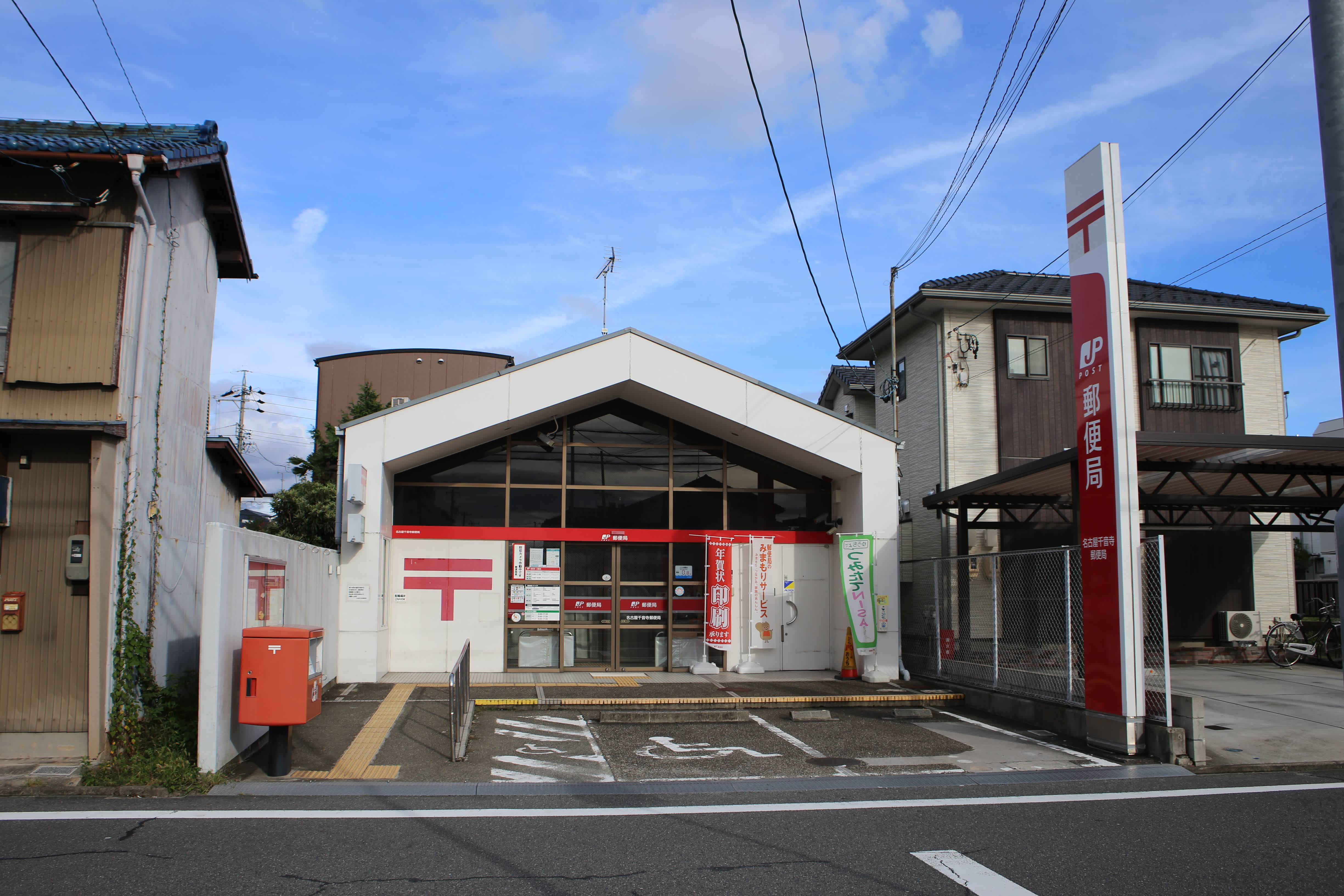
名古屋千音寺郵便局
- アズパーク
- DCM・DCMプロ 千音寺店
- スギ薬局 千音寺店
- ミッタディカ パゴダ（ミャンマー仏教寺院）
- 新家天満宮
- 心楽寺
- 妙本寺
- 新家公園
- 新家中央公園
- アズタウン公園（新家第二公園）

- 名古屋千音寺郵便局

## その他

### 日本郵便
- 郵便番号 : 454-0972[WEB 2]（集配局：中川郵便局[WEB 11]）。

### WEB
1. 1 2  “町・丁目(大字)別、年齢(10歳階級)別公簿人口(全市・区別)”.   名古屋市 (2019年2月20日). 2019年2月20日閲覧。
2. 1 2  “郵便番号”.  日本郵便. 2019年2月10日閲覧。
3. ↑  “市外局番の一覧”.   総務省. 2019年1月6日閲覧。
4. ↑  “中川区の町名一覧”.   名古屋市 (2015年10月21日). 2019年2月13日閲覧。
5. ↑  “中川区の一部で町名・町界変更を実施(平成17年9月17日実施)”.   名古屋市. 2019年3月27日閲覧。
6. ↑  総務省統計局 (2014年6月27日). “平成17年国勢調査の調査結果(e-Stat) - 男女別人口及び世帯数 －町丁・字等” (CSV). 2019年4月27日閲覧。
7. ↑  総務省統計局 (2012年1月20日). “平成22年国勢調査の調査結果(e-Stat) - 男女別人口及び世帯数 －町丁・字等” (CSV). 2019年4月27日閲覧。
8. ↑  総務省統計局 (2017年1月27日). “平成27年国勢調査の調査結果(e-Stat) - 男女別人口及び世帯数 －町丁・字等” (CSV). 2019年4月27日閲覧。
9. ↑  “市立小・中学校の通学区域一覧”.   名古屋市 (2018年11月10日). 2019年1月14日閲覧。
10. ↑  “平成29年度以降の愛知県公立高等学校（全日制課程）入学者選抜における通学区域並びに群及びグループ分け案について”.   愛知県教育委員会 (2015年2月16日). 2019年1月14日閲覧。
11. ↑  郵便番号簿 平成29年度版 - 日本郵便. 2019年02月10日閲覧 (PDF)

### 書籍
1. 1 2 3 4  名古屋市計画局 1992, p. 831.
2. ↑  名古屋市計画局 1992, p. 830.
3. ↑  “令和2年国勢調査 名古屋の町(大字)･丁目別人口” (PDF).   名古屋市総務局企画部統計課 (2020年10月1日). 2024年2月7日閲覧。